# Митрофанов, Яков Тимофеевич
Яков Тимофеевич Митрофанов (1911 год, село Бриент, Оренбургская губерния — 25 мая 1992 года, село Екатериновка, Кваркенский район, Оренбургская область) — председатель колхоза «Красный путиловец» Кваркенского района Чкаловской области. Герой Социалистического Труда (1957).

## Биография
Родился в 1911 году в крестьянской семье в селе Бриент Оренбургской области. После окончания четырёх классов местной начальной школы трудился подпаском. В 1929 году обучался на курсах механизаторов, после которых работал трактористом, комбайнёром, бригадиром тракторной бригады. Во время Великой Отечественной войны трудился механиком, заведующим мастерскими на Кваркенской МТС.
В 1952 году избран председателем колхоза «Красный путиловец» Кваркенского района. За короткое время вывел колхоз в число передовых сельскохозяйственных предприятий Чкаловской области. Указом Президиума Верховного Совета СССР от 11 января 1957 года «за особые заслуги в освоении целинных и залежных земель, успешное проведение уборки урожая и хлебозаготовок в 1956 году» удостоен звания Героя Социалистического Труда с вручением Ордена Ленина и золотой медали Серп и Молот.
В последующие годы трудился управляющим отделением совхоза «Урожайный», председателем Екатериновского сельского совета.
После выхода на пенсию проживал в селе Екатериновка Кваркенского района. Скончался в мае 1992 года.
Награды
- Герой Социалистического Труда
- Орден Ленина
- Медаль «За доблестный труд в Великой Отечественной войне 1941—1945 гг.»